# Heavyweight Champion of the World
Heavyweight Champion of the World is de eerste single van het debuutalbum The State of Things, van Reverend and The Makers.

## Nummers
- 7":
  - A. "Heavyweight Champion of the World"
  - B1. "18-30"
  - B2. "The Last Resort" (met John Cooper Clarke)

- Cd:

1. "Heavyweight Champion of the World"
2. "18-30" (lange versie)
3. "Heavyweight Champion of the World" (Club Mix)